# Centaurea alba
Centaurea alba es una planta herbácea de la familia de las Compuestas.

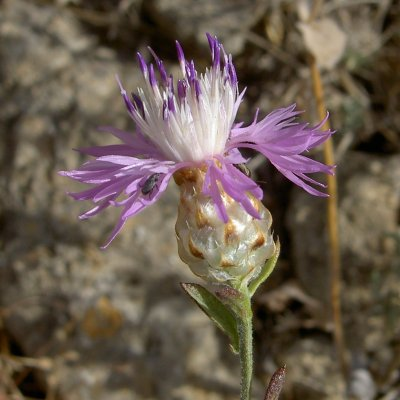
Detalle de la inflorescencia

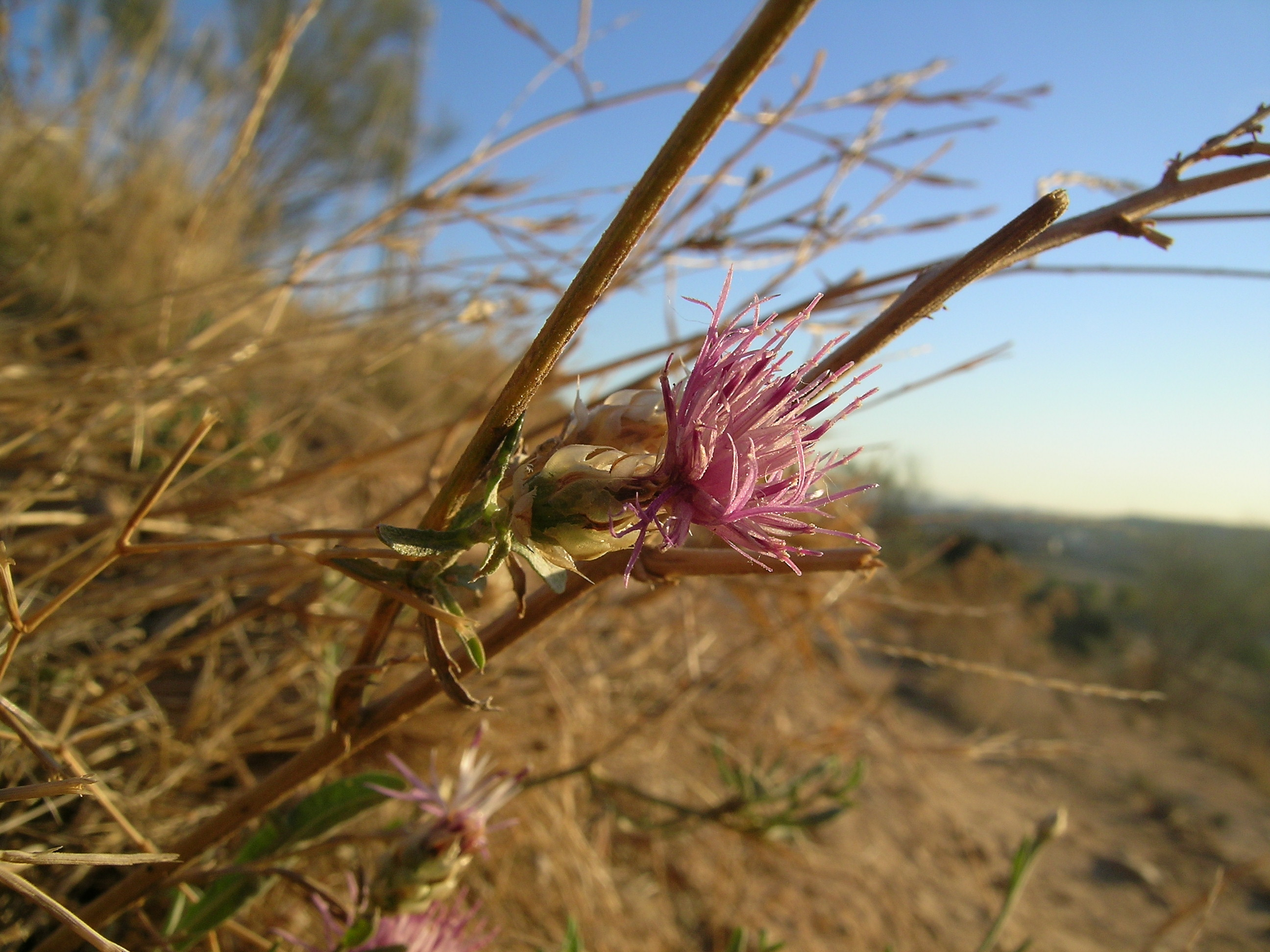
En su hábitat

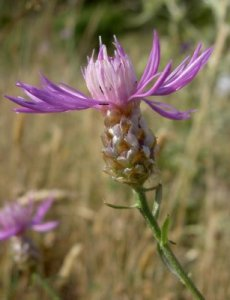
Flor

## Descripción
Planta lanuginoso-pubescente, blanquecina o verde, algo áspera, con base leñosa, de 10 a 30 cm de altura. Tallo derecho, anguloso, ramificado en la parte superior, con las ramas erguido-abiertas. Hojas basales pecioladas, liradas o pinnatisectas. Las otras hojas sésiles. Las de la parte media pinnatipartidas o pinnatífidas con segmentos linear-lanceolados o lineares, con algún diente mucronado. Las hojas de la parte superior son enteras, lineares, rodeando los capítulos.
Capítulos terminales, solitarios, con involucro ovado-globoso, con brácteas cubiertas por completo por apéndices imbricados, cóncavos, cuspidado-aristados, enteros y brillantes. Flores tubulares de color púrpura casi todas iguales. Fruto en aquenio, mazudo blanquecino y pubérulo al principio pero se vuelve negro, lustroso y con rayas blancas al madurar. Vilano muy corto o nulo.

## Distribución y hábitat
Norte de África y sur de Europa. En la península ibérica está en áreas dispersas del norte, centro y oeste en lugares con suelo arenoso o pedregoso.

## Taxonomía
Centaurea alba fue descrita por Carolus Linnaeus y publicado en Species Plantarum 914. 1753.
Etimología
Centaurea: nombre genérico que procede del griego kentauros, hombres-caballos que conocían las propiedades de las plantas medicinales.
alba: epíteto procedente del latín albus, que significa blanco.
Sinonimia
- Centaurea strepens Hoffmanns. & Link[2]
- Centaurea calva Reut. ex Nyman
- Centaurea globosa Hort. ex DC.
- Centaurea nitida Lam.
- Centaurea strobilacea Scop.[3]

subsp. alba
- Centaurea haynaldiiformis Prodan

subsp. ciliata (Font Quer ex O.Bolòs & Vigo) Greuter
- Centaurea alba var. ciliata Font Quer ex O.Bolòs & Vigo

subsp. costae (Willk.) Dostál
- Centaurea costae Willk.
- Centaurea costae var. montsicciana Pau & Font Quer

subsp. huljakii
- Centaurea huljakii J.Wagner

subsp. latronum (Pau) Dostál
- Centaurea latronum Pau

subsp. maluqueri (Font Quer)
- Centaurea cinerascens Bubani
- Centaurea costae var. maluqueri Font Quer

subsp. tartesiana Talavera
- Centaurea tartesiana (Talavera) Rivas Mart. & al.[4]

## Nombres comunes
- Castellano: calcitrapa, cardo estrellado, centaura estrellada, garbanzos del cura, siempre-nueva, trapacaballos[2]